# Ruthenium(V)-fluorid
Ruthenium(V)-fluorid ist eine chemische Verbindung des Rutheniums und zählt zu den Fluoriden. Es handelt sich um einen smaragdgrünen Feststoff.

## Geschichte
Ruthenium(V)-fluorid wurde erstmals 1925 von Otto Ruff und Ernst Vidic synthetisiert. Sie suchten eigentlich ein dem Osmium(VI)-fluorid entsprechendes Rutheniumanalogon, konnten es bei den für sie erreichbaren Temperaturen jedoch nicht synthetisieren. Stattdessen war das Pentafluorid das einzige Reaktionsprodukt.

## Gewinnung und Darstellung
Ruthenium(V)-fluorid lässt sich direkt aus den Elementen bei etwa 300 °C erhalten.
{\displaystyle \mathrm {2\ Ru+5\ F_{2}\longrightarrow 2\ RuF_{5}} }

## Eigenschaften
Ruthenium(V)-fluorid kristallisiert im monoklinen Kristallsystem in der Raumgruppe P21/a (Raumgruppen-Nr. 14, Stellung 3) mit den Gitterparametern a = 12,47 Å, b = 10,01 Å, c = 5,42 Å und β = 99,5° sowie acht Formeleinheiten pro Elementarzelle. Es bildet Tetramere, in denen benachbarte Rutheniumatome über Fluorbrücken miteinander verbunden sind.
Mit Wasser erfolgt eine Hydrolyse, dabei bildet sich zunächst eine Mischung aus drei- und vierwertigen Rutheniumhydroxiden und Fluor. Dieses oxidiert das Ruthenium zu Ruthenium(VIII)-oxid. Mit Xenondifluorid als Fluoriddonor werden in einer Fluoridtransferreaktion je nach Mischungsverhältnis verschiedene ionische Verbindungen gebildet.
{\displaystyle \mathrm {2\,XeF_{2}+RuF_{5}\rightarrow [Xe_{2}F_{3}][RuF_{6}]} }
{\displaystyle \mathrm {XeF_{2}+RuF_{5}\rightarrow [XeF][RuF_{6}]} }
{\displaystyle \mathrm {XeF_{2}+2\,RuF_{5}\rightarrow [XeF][Ru_{2}F_{11}]} }